# 瀧定名古屋ビル
瀧定名古屋ビル（たきさだなごやビル）は、愛知県名古屋市中区錦にあるビルである。

## 概要
名古屋の中心街を貫く錦通とかつてのメインストリート本町通の角で東海銀行本店として建設された三菱UFJ銀行名古屋営業部の斜め向かいにある老舗の繊維商社の本社を兼ねたオフィスビルである。
各種の展示会を行う「瀧定名古屋エキシビジョンホール」がある。
ビルそのものは近代的な超高層ビルだが、ビルの前には錦通の名前の由来を示した古今和歌集の和歌「見わたせば　柳桜をこきまぜて　都ぞ春の錦なりける」（素性法師）を記した石碑があり、老舗に相応しいイメージを与えている。
竹中工務店設計部のランドスケープアーキテクトだった小林忠夫が行ったランドスケープデザインで設置されたビルの周囲に作られた人工林のある公開空地はあいちトリエンナーレで利用されるなど、一般に開放されている。
第1回愛知まちなみ建築賞（1993年度）と平成5年度名古屋市都市景観賞を受賞している。

## 主なテナント
- 瀧定名古屋本社
- 日本製鉄名古屋支店（栄）
- 日本鐵板名古屋支店
- 日立金属中日本支社
- 日立ハイテク中部支店
- 日立ハイテクトレーディング中部支店
- 日立ハイテクソリューションズ中部支店
- 日立ハイテクサイエンス名古屋営業所
- 中部飼料本部

## 最寄り駅
- 伏見駅の方が少しだけ近いが、栄駅とのほぼ中間にある。
  - 名古屋市営地下鉄東山線・鶴舞線 伏見駅
  - 名古屋市営地下鉄東山線・名城線 栄駅

## 参照
- ランドスケープデザインとそのディテール、竹中工務店設計部　編著、彰国社　ISBN：4-395-00704-X. 2001年
- 第1回愛知まちなみ建築賞 愛知県公園緑地課（ウェブサイト）
- 平成5年度名古屋市都市景観賞表彰作品（事業向け情報）　名古屋市（ウェブサイト）